# カルロス・ミゲル・ペレイラ・エルナンデス

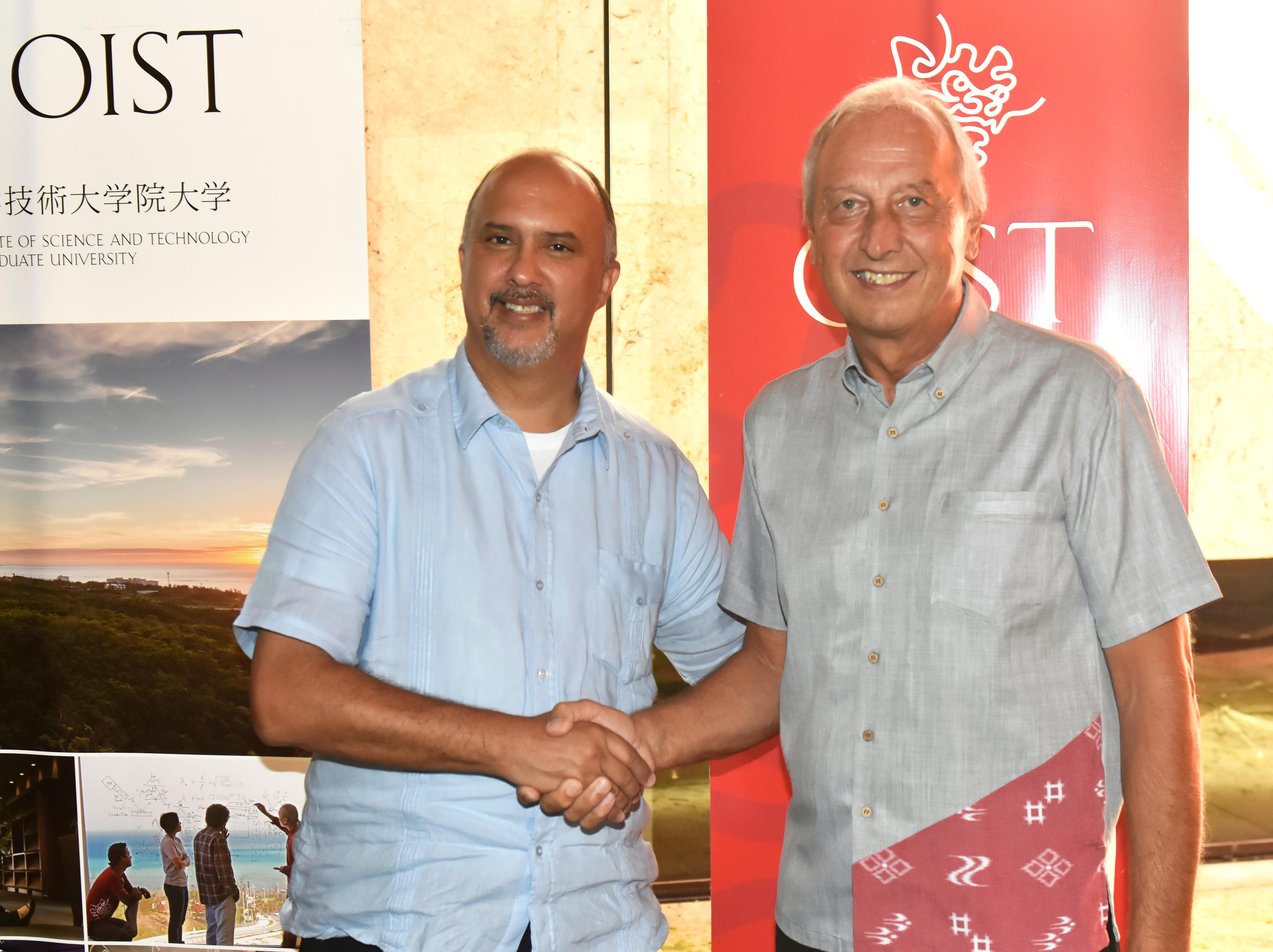
駐日大使在任時の2019年6月7日、沖縄科学技術大学院大学を公式訪問。同大学の学長ピーター・グルース博士（右）と共に

カルロス・ミゲル・ペレイラ・エルナンデス（スペイン語: Carlos Miguel Pereira Hernández、1966年11月2日 - ）は、キューバの外交官、大使。母国語のスペイン語に加えて、英語と中国語、フランス語にも堪能。2016年から2019年にかけて、駐日大使を務めていた。

## 経歴
1984年、ラウル・ロア・ガルシア国際関係高等研究所 (Instituto Superior de Relaciones Internacionales Raúl Roa García) に入学。1990年、同研究所を卒業した後に外務省アジア・オセアニア局に入省。1991年より外務省所属で中国に留学。1991年から1992年にかけて北京語言学院（現・北京語言大学）で中国語を修学した後、1992年から1993年にかけて、北京大学国際政治学部および同大学外国語学部でそれぞれ国際政治関係と中国語中等高等コースを履修。
1993年から1995年にかけて在中華人民共和国大使館三等書記官、1995年から1997年にかけて同二等書記官。
1997年から2006年にかけてハバナで本省勤務。アジア・オセアニア局一等書記官、外務副大臣室参事官・顧問、外務大臣室首席顧問、外務大臣室長およびアジア・オセアニア局長を歴任。
2006年11月14日、北京の人民大会堂で胡錦濤国家主席に信任状を捧呈して在中華人民共和国大使に就任。2011年まで在中国大使を務めた。
2011年から2016年にかけてハバナで本省勤務。外務省局次長および組織・企画・情報・分析局長を歴任。
2016年12月7日、皇居で上皇明仁（平成時代の天皇）に信任状を捧呈して駐日大使に就任。
2019年10月4日、東京のキューバ大使館内で駐日大使として最後の記者会見を開き、米トランプ政権がキューバを敵視して人道に反する経済制裁を発動している現状を説明した上で、日本とキューバの関係については「米政府の意向とは関係なく両国は良好にやっていきたい」との希望を述べた。同年10月22日、皇居正殿松の間で今上天皇の即位礼正殿の儀が執り行われ、ロベルト・モラレス・オヘダ閣僚評議会副議長及び夫人と共に参列した。
2019年11月14日、北京の人民大会堂で習近平国家主席に信任状を捧呈して在中華人民共和国大使に再度就任。2023年6月まで大使を務め上げた。

## 中日ドラゴンズとの交流
ペレイラが駐日大使として在任中の2019年8月17日、オスバルド・ベントを団長とするキューバのスポーツ体育レクリエーション庁（INDER）の使節団が神宮球場を訪問して、当日ヤクルトスワローズと対戦する中日ドラゴンズの加藤宏幸代表や与田剛監督と歓談し、ヤクルト対中日の試合を観戦したが、この使節団にペレイラ大使も同行している。同年9月16日、中日の本拠地ナゴヤドームを訪問して、DeNAとの試合前に矢野博也球団社長と歓談した後、ペレイラ大使が始球式を務めた。